# Jan Fedyk
Jan Fedyk (ur. 18 sierpnia 1881 w Nahórczanach, obecnie w granicach Śliwnicy, zm. 24 września 1960) – organizator oświaty rolniczej, kółek rolniczych i spółdzielczości wiejskiej w powiecie wrzesińskim.

## Życiorys
Syn Józefa Fedyka, powstańca styczniowego. Ukończył szkołę średnią w Rzeszowie, a potem studiował w Akademii Rolniczej w Dublanach.
W latach 1903–1919 kierował szkołą ludową i prowadził kursy rolnicze. Od 1919 rozpoczął działalność na terenie Wrześni w Wielkopolsce, gdzie do października 1924 był nauczycielem i kierownikiem szkoły w Nowej Wsi Królewskiej. 5 listopada 1923 został kierownikiem Dwuzimowej Szkoły Rolniczej we Wrześni, organizował rolniczą oświatę pozaszkolną. Prowadził kursy rolnicze również w jednostkach wojskowych w Gnieźnie. W latach 1920–1927 był sekretarzem Powiatowego Oddziału Kółek Rolniczych.
Dzięki jego inicjatywie w czerwcu 1926 powstała Spółdzielnia Mleczarska we Wrześni, Spółdzielnia Zbytu Trzody Chlewnej i Związek Producentów Trzody Chlewnej. W 1930 wybudowano z jego inicjatywy pierwszy w Polsce Zakład Wylęgowy Drobiu. W listopadzie 1939 został wysiedlony do Generalnego Gubernatorstwa. W 1940 organizował Roczną Szkołę Ogrodniczą w Ropczycach. W latach 1941–1945 był kierownikiem Szkoły Rolniczej w Pilźnie. W 1945 został kierownikiem Powiatowej Szkoły Gospodarstwa Wiejskiego we Wrześni, a od 11 czerwca 1945 pełnił również rolę Powiatowego Inspektora Szkół Rolniczych. W latach 1945–1953 był radnym Powiatowej Rady Narodowej. W 1945 został prezesem Zarządu Spółdzielni Mleczarskiej we Wrześni. W latach 1945–1948 był przewodniczącym zarządu Spółdzielni "Rolnik" we Wrześni, „Społem” we Wrześni, Banku Gospodarstwa Spółdzielczego, przewodniczącym Rady Nadzorczej Spółdzielni Ogrodniczej we Wrześni, Spółdzielni Ogrodniczej w Gnieźnie, Spółdzielni Zbytu Żywca, Spółdzielni Bekoniarskiej W Gnieźnie i członkiem zarządu Spółdzielni Księgarsko-Introligatorskiej we Wrześni. W 1946 został przewodniczącym Związku Rewizyjnego Spółdzielni w Gnieźnie na cztery powiaty.
W 1953 przeszedł na emeryturę. Zmarł 24 września 1960. Został pochowany 29 września 1960 na cmentarzu Junikowo w Poznaniu.